# بيت نظام

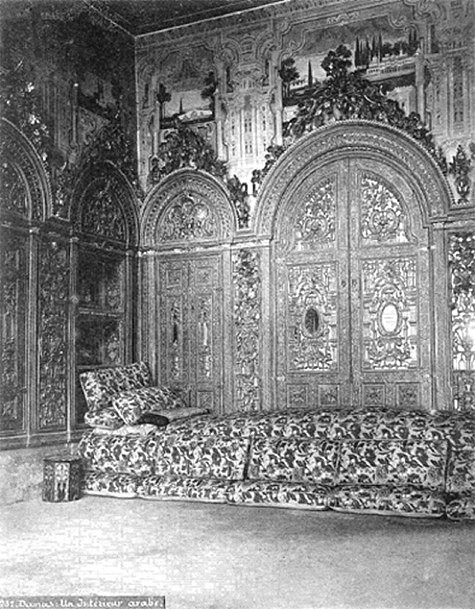
صالون بيت نظام عام 1870

بيت نظام هو واحد من أبهى القصور الدمشقية الفاخرة التي رممت وبقيت شاهداً على العصر[وفقًا لِمَن؟] منذ القرن الثامن عشر في منطقة الشاغور في حارة مئذنة الشحم في مدينة دمشق. تعود تسميته إلى آخر عائلة سكنته في أوائل القرن العشرين ورممته وهي عائلة نظام. وكان البيت في منتصف القرن التاسع عشر مقراً للقنصل الإنجليزي في سوريا. وفي سنة 1974م تحول البيت إلى بناء أثري مفتوح أمام الزوار.

## الموقع الجغرافي
يقع بيت نظام في في حارة مئذنة الشحم في حي الشاغور في مكان غير بعيد عن نهاية شارع مدحت باشا بين شارع ناصيف باشا من الغرب وجادة تلة السماكة من الشرق، وزقاق ناصيف باشا من الجنوب.

## لمحة تاريخية
تاريخ البيت ليس معروفاً بدقة، ولكن أقدم تاريخ مدون على أحد جدران قاعات البيت يعود إلى عام 1172 هـ / 1760م، والذي يمكن اعتماده كتاريخ لبناء هذا البيت.
كذلك لم يعرف الباني الحقيقي للبيت وإنما سمي بيت نظام الدين لكونها آخر عائلة سكنته في النصف الأول من هذا القرن وهي عائلة نظام، وقد عاصر هذا البيت إبراهيم باشا واستخدمته القنصلية الإنجليزية مقراً لها حتى عام 1883، وقد سكنه آل القويضي حتى عام 1926 ثم عائلة القباني ثم آل عباس، ثم آل نظام وجدده أبناء نظام، وهو واحد من أبهى قصور دمشق القديمة التي اشتهرت بها خلال القرنين الثامن عشر والتاسع عشر الميلاديين والتي نهجت جميعها منهجاً واحداً في تصميمها.
استملكت محافظة دمشق المنزل عام 1974، وبدأت ترميمه عام 1987 إلى عام 1994 حيث دشن البيت وأصبح مفتوحاً للزوار.

## الوصف المعماري

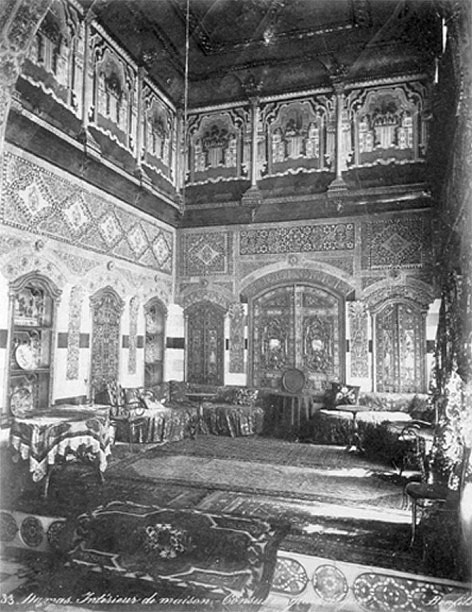
جانب آخر من صالون بيت نظام

يعتقد بأن المنزل كان يتألف قديماً من دارين منفصلين تماماً (وقد أحدث باب في الجدار الفاصل)، وللبناء واجهتين رئيسيتين تطلان على الأزقة المجاورة وتحيط به المساكن من الجهتين. الواجهة الغربية تطل على زقاق ناصيف باشا وفيها الباب الرئيسي والشرقية تطل على زقاق نصري وفيها باب آخر. تشير الخريطة المساحية التي وضعت عام 1928 إلى أن المنزل يغطي ثلاثة صحون ويضم 35 غرفة وقاعة وثلاثة إيوانات ضخمة فاخرة تشغل صدر الجانب الجنوبي من أقسامه، يتكون كل قسم من (السلملك، الحرملك، الخدملك).
إن المساحة الضخمة لهذا المنزل وصحنه وغرابة زخارفه تلفت الانتباه، فالزخارف الداخلية الموجودة في المنزل ثرية جداً من حيث (الألوان - المواد – العناصر) وهي تمثل زخارف القرن الثامن عشر وأوائل القرن التاسع عشر (مثل التي وجدت في قصر العظم والمتحف الوطني ومتحف دمشق التاريخي) وهي تعود إلى نفس الفترة الزمنية، ومما يبهر زائر منزل نظام ليس ثراء الزخرفة فقط وإنما هو ثراء متنوع ومختلف وهو بعيد عن النموذج المعتاد والسائد حتى منتصف القرن الثامن عشر، وهو يمثل منزلاً غير نموذجي وغير تقليدي.

### الدار الغربية
وتعرف الدار الغربية قديماً ببيت ناصيف باشا العظم، يؤدي باب الدخول إلى دهليز مسقوف فيه درجان، الدرج الأول يؤدي إلى القسم العلوي والذي يتألف من غرفتين عاديتين تماماً أرضيتهما من البلاط الموازي الحديث والجدران مطلية بالكلس الأبيض، والثاني يؤدي إلى القبو، وينفتح هذا الدهليز بباب ذو مصراعين خشبيين على الصحن، وتشير الجدران والفتحات والطلاء على أن الجناح الغربي من المنزل في حالته الحالية هو إضافة متأخرة وأن الصحن كان له شكل مختلف.
تتألف الدار من عدة أجزاء:
الصحن: باحة سماوية تتوسطها بحرة مثمنة الشكل يبلغ قطرها 44 أمتار وفي منتصفها نوفرة رخامية، أما بلاط الصحن فهو من الحجر المزي الأحمر والأبيض يتخلله بعض القطع والزخارف الرخامية، أما القسم الشرقي فهو من بلاط الموزاييك الحديث.
الإيوان الجنوبي: للإيوان سقف خشبي من نوع العجمي جيد وكامل جدرانه مزينة بالزخارف  الملونة من نوع الأبلق، وفي صدر الإيوان غرفة لها باب من الخشب مؤلف من مصراعين مزين بخيط عربي، وسقف الغرفة من الخشب المدهون وفيها عتبة وطرز أرضه من الحجر المزي والرخام الملون، أما الغرفتين الواقعتين على جانبي الإيوان فهي غرف عارية لا تحتوي على أي زخارف. 
تنفتح الباحة الصغيرة من الجهة الشرقية على مدخل من البلور إلى الباحة الكبيرة للدار الشرقية.
الغرفة الشرقية: أرضيتها من الرخام والبلاط، في الغرفة ثلاث نوافذ مفتوحة على الإيوان وأربع  نوافذ على الباحة، في الجدار الجنوبي كتبيات لها إيوان ويعلوها زخارف خشبية ملونة ومدهونة بالدهان العجمي ويعلوها ثلاث نوافذ، بينهما الجدار الشرقي ويتألف من مكتبة وكتبيتين بدون أبواب، أما السقف من الخشب المدهون، ويقطعه جسر حديدي حديث.
الغرفة الجنوبية: الملاصقة للإيوان لها باب من الخشب ذو مصراعين، وللغرفة سقف مدهون  ومزخرف بزخارف نباتية وهندسية مذهبة ومرايا، يتخلله بعض المناظر الطبيعية، ويعود إلى الفترة العثمانية، وتتألف أرضها من عتبة وطرز، الأرضية من الرخام تتخللها بعض الزخارف، يوجد في الجدار الجنوبي مكتبتين ويوك ذوي أبواب مزخرفة بزخارف هندسية ويعلوهم أقواس مزينة بعناقيد من العنب المذهبة، وفي الجدار الغربي مصب مزخرف بزخارف جصية ورخامية نافرة تعلوها أقواس وزخارف نباتية من الأوراق، والجدار الشرقي شبيه بالجدار الغربي، أما الطبقة العلوية ما بين الأقواس والسقف ففيها مناظر طبيعية من الدهان، في الجدار الشمالي يوجد شريط في الأسفل، النوافذ من الرخام والحجر المزي مزخرف بزخارف نافرة، وثلاثة نوافذ مفتوحة على الباحة لها أبواب مدهونة من النوع العجمي ويعلوها أشكال هندسية ومن ثم ثلاث نوافذ علوية، الغرفة الشمالية في الجناح الشمالي لها باب ذو مصراع وسقف من الخشب المحفور والمدهون، في الجدار الشمالي مصب من الرخام ويحيط به بلاط من الموازييك. 
الغرفة الشمالية: لها باب ذو مصراع واحد، وسقفها من الخشب المحفور والمدهون، في الجدار الشمالي مصب من الرخام ويحيط به بلاط من الموزاييك.

### الدار الشرقية
كانت تعرف ببيت علي آغا خزنة كاتبي. ويتم الوصول إلى الصحن من الشارع عن طريق مساحات متتالية مكونة من دهليز وصحن يتكون من أربعة جدران وأرضية مبلطة وفوارة ونباتات تشكل وفرتها بالإضافة إلى المساحات الكبيرة للصحن عائقاً في رؤية الواجهات الداخلية للبيت.
المدخل الشرقي: يتم الوصول إلى الصحن يتم عن طريق الزاوية الشمالية الشرقية، من خلال واجهة من الحجر واللبن، ينفتح الباب بمصراعين على دهليز، في الجهة الشمالية من الدهليز يوجد غرفة صغيرة ودرج خشبي يؤدي إلى الطابق العلوي، في نهاية الدهليز باب يطل على الباحة الكبيرة وبجانب الباب درج حجري يؤدي إلى الطابق العلوي، يحيط بالباب في الجدران الوسطى من الباحة شريط زخرفي من الحجر الأبيض والأحمر والأسود ويتخلله بعض الزخارف الهندسية النافرة، يؤدي الدرج الشمالي إلى الطابق العلوي (الجناح الشرقي) وقسم من الجناح الشمالي حيث يوجد خمسة غرف، وهي عبارة عن غرف عادية لا تحتوي على أية زخارف، في الزاوية الجنوبية الغربية يوجد درج إلى الجناح الغربي العلوي، يضم هذا الجناح أربع غرف عادية، وبجانب مدخل الدرج الشمالي باب يؤدي إلى درج وقبو.
الصحن: وهو عبارة عن باحة سماوية تقسم إلى ثلاث أجزاء، هذه الأجزاء نفسها مقسمة عن طريق بحرة مضلعة مركزية من الرخام والحجر الأحمر وفي منتصفها نوفرة رخامية، وهي موجود على محور الإيوان وأيضا علي تقاطع الخطوط الجنوبية الغربية والشمالية الشرقية وتشكل بذلك العنصر الرئيسي الذي تتم رؤيته عند الدخول إلى الصحن. وبلاط الصحن من الرخام والحجر المزي الأحمر والأسود، وفي الصحن أحواض للزرع وأشجار، كما يوجد في الجهة الشرقية بحرة صغيرة مثمنة من الرخام وفي منتصفها نوفرة. 
تشير البلاطات الرخامية إلى طريق الوصول إلى الحجرات الهامة، والدراسة التخطيطية للصحن تشير إلي أن الواجهات تم بنائها علي فترات متعددة وأنها ليست علي استقامة واحدة، ومع ذلك فهي متجانسة موحدة على الرغم من عصورها وزخارفها المختلفة وذلك بسبب إطار الكورنيش الممتد أفقياً والذي يعطي شعوراً بأنها ذات نشأة واحدة بالرغم من التعددية.
ارتفاع الواجهات الداخلية مساوي لارتفاع الإيوان وهي مساوية لارتفاع حجرات الدور الأرضي مضافا إليها حجرات الطابق في الأجزاء التي بها طابق علوي، والواجهات علي اختلافها يجمعها طريقة البناء المعتادة في بداية القرن الثامن عشر. ترتفع الجدران الحجرية حتى بداية النوافذ في الطابق الأرضي ثم ترتفع بالآجر وأحياناً في إطار خشبي وتغطى بطلاء جيري وأحيانا بالطين فقط. وفي منزل نظام نلاحظ أشكال عدة مداميك من الحجر النحيت وأخرى تغطيها واجهات ملونة.
الجزء الحجري للجدران تتكون من صفوف من الحجر النحيت المتناوبة بالألوان أبيض وأصفر وأسود على التوالي وهذه المداميك ظاهرة في بعض الأجزاء، ولكن في القرن التاسع عشر كسيت الجدران بطلاء ملون على شكل مداميك من الحجر حتى بعدت الألوان عن اللون الأصلي للحجارة، ونجد أشرطة أفقية باللون البرتقالي والأسود والأزرق وحتى الأزرق الذهبي وهذا التباين شديد جداً خاصة الأجزاء المحمية من الشمس ولذلك فقد تلاها زخارف ملونة كي تقلل من حدتها أو عن طريق وضع مستقيمات حول النوافذ وعن طريق رسم شبه أعمدة بين هذه النوافذ وكل ذلك في ألوان أقل حدة .
الغرف في هذا القسم بسيطة الأبعاد وتتكون من جزأين لهما أهمية مختلفة، فالجزء المنخفض يتكون من أرضية مزخرفة بعناية وفن وهي أحياناً بنفس مستوى أرضية الصحن أو أعلى قليلاً ويفصلها عنه المدخل الحجري للباب حيث يوجد فتحة تساعد على انحدار الماء ناحية الصحن وهذا الجزء يسمى عتبة.
الجزء الثاني يتكون من أرضية مرتفعة قليلاً بمقدار 5 - 10 سم وأحياناً تصل من 40 الي 50 سم. ويفتح في الجدران نوافذ وباب وحنايا وخزائن وكما في الواجهات فالزخرفة موجودة على شريط أفقي حدوده العلوية تحت قمة الفتحات وفي العتبة.
ويفصل هذين الجزأين عقد يبدأ من الأرض ووظيفة هذا العقد التخفيف من ثقل السراويل الموجودة في حالة كون مساحة الحجرة كبيرة ويقسم هذه المساحة. والسقف نفسه مقسوم ويتكون من سراويل مزينة يغطيها سقف مزين.
ونجد أيضاً في الصحن بالقرب من الزاوية الشمالية الشرقية درجاً يؤدي إلى الطابق وإلى القبو. بني القبو تحت جزء من الجناح الشمالي وهو من الطوب الجيري المكسو ويتصل بالصحن عن طريق فتحات للتهوية موضوعة في محور نوافذ الواجهة. ويتبع الأقبية اختلاف المناسيب في الدور الأرضي وتمتد تحت المنزل الشمالي المجاور.
الإيوان: تتألف الجهة الجنوبية من الإيوان. وله قوس نُزّلت فيه زخارف ملونة جصية وله سقف  خشبي من نوع العجمي جيد وكامل، وللإيوان جدران مزينة بالزخارف الملونة وكتابات قرآنية وفي صدر الإيوان ثلاث كتبيات ومصبان صغيران، يعتبر الإيوان حالة خاصة وهو ظاهر بشكل واضح في الواجهة بسبب فتحة العقد التي تحتل كل ارتفاع الواجهة وما يميزه ليس الزخرفة ولكن توقف امتداد الجدران مما يشار إليه بصورة واضحة ولكن يدخل في حدود الواجهة عن طريق الإفريز ( الإزار ) الذي يتوجه. الزخارف الداخلية للإيوان من نفس نمط الواجهات الداخلية، ويمكن أن نعتبر الإيوان امتداداً للصحن يسيطر عن طريق الزخرفة الجدارية ووحدة الأرضية بمستوى العتبة.
الغرفة الغربية: من الإيوان لها باب من الخشب مؤلف من مصراعين أرضهما من البلاط الموازييك، ولا يوجد فيها أية زخارف لها ثلاث نوافذ مفتوحة على الإيوان ونافذة واحدة على الباحة، في الجدار الجنوبي باب يؤدي إلى الطبخ وكتبية. 
تحتوي الواجهة الشمالية على غرفتين، لكل غرفة باب خشبي ذو مصراعين ويعلوه شريط زخرفي جميل، وتتألف من عتبة وطرز، والأرضية من الرخام المشقف، ويوجد ثلاثة نوافذ (شبابيك سفلية) وتعلوهم شبابيك ثلاثة، ويحيط بالجدار الشرقي والغربي والشمالي ما بين النوافذ العلوية والسفلية شريط زخرفي وكتابي، كما يوجد مصب رخامي مزخرف من الزاوية الشمالية الشرقية أما السقف فهو من الخشب يستره غطاء قماشي مدهون، له قوس منّزل ببلاطات ملونة من نوع الأبلق. 

### الجناح الشمالي
تشير كافة الدلائل التاريخية إلي أن المنزلين كانا متشاركين فملاحظة الزخارف تؤكد هذه العلاقة، على الأقل في نهاية القرن 18 وأوائل القرن 19، وهو تاريخ الزخارف التي ما زالت واضحة في المنزل الشمالي وهذا المنزل يضم جناحين حول صحن مستطيل ونعتقد أن هذا المنزل كان لاستقبال الضيوف نظرا لحجمه الصغير وعدد حجراته القليلة.
يضم الجدار الشمالي بعض التعريجات الناتجة عن تخطيط قطعة الأرض المجاورة حيث استخدمت هذه الانكسارات في الدور الأرضي لإيجاد سلم ومراحيض من ناحية ومصطبة رخامية من ناحية أخرى داخل التكوين العام.
يتكون الجناح الجنوبي من إيوان وحجرتين علي الجانبين، ويقع سقف هذه الحجرات الثلاث على نفس المستوى، والحجرة الشرقية أكبر ومكسية بالخشب المزين بكتابات تنتهي عند الحجرة الغربية.
يمتلك الجناح الشرقي خاصية مميزة وهي أن الصحن يحده عن طريق رواقين إحداهما في الدور الأرضي له ثلاثة عقود حاملة للطابق الثاني، والممر الثاني في الدور العلوي يؤدي إلى ثلاثة حجرات مزينة بكتابات. كما يوجد في هذا الطابق حجرة رابعة يتم الوصول إليها عن طريق بيت نظام وألحقت اليوم بالمنزل الشمالي.

## مسلسلات
تم تصوير عدة مسلسلات سورية داخل بيت نظام ومنها[بحاجة لمصدر]:
- باب الحارة

- ليالي الصالحية

- بيت جدي

- الدبور

- عطر الشام